# Aextoxicon punctatum
Aextoxicon punctatum je jediný zástupce rodu Aextoxicon a čeledi Aextoxicaceae vyšších dvouděložných rostlin z řádu Berberidopsidales. Je to mohutný strom s jednoduchými střídavými listy, rostoucí v Chile.

## Popis

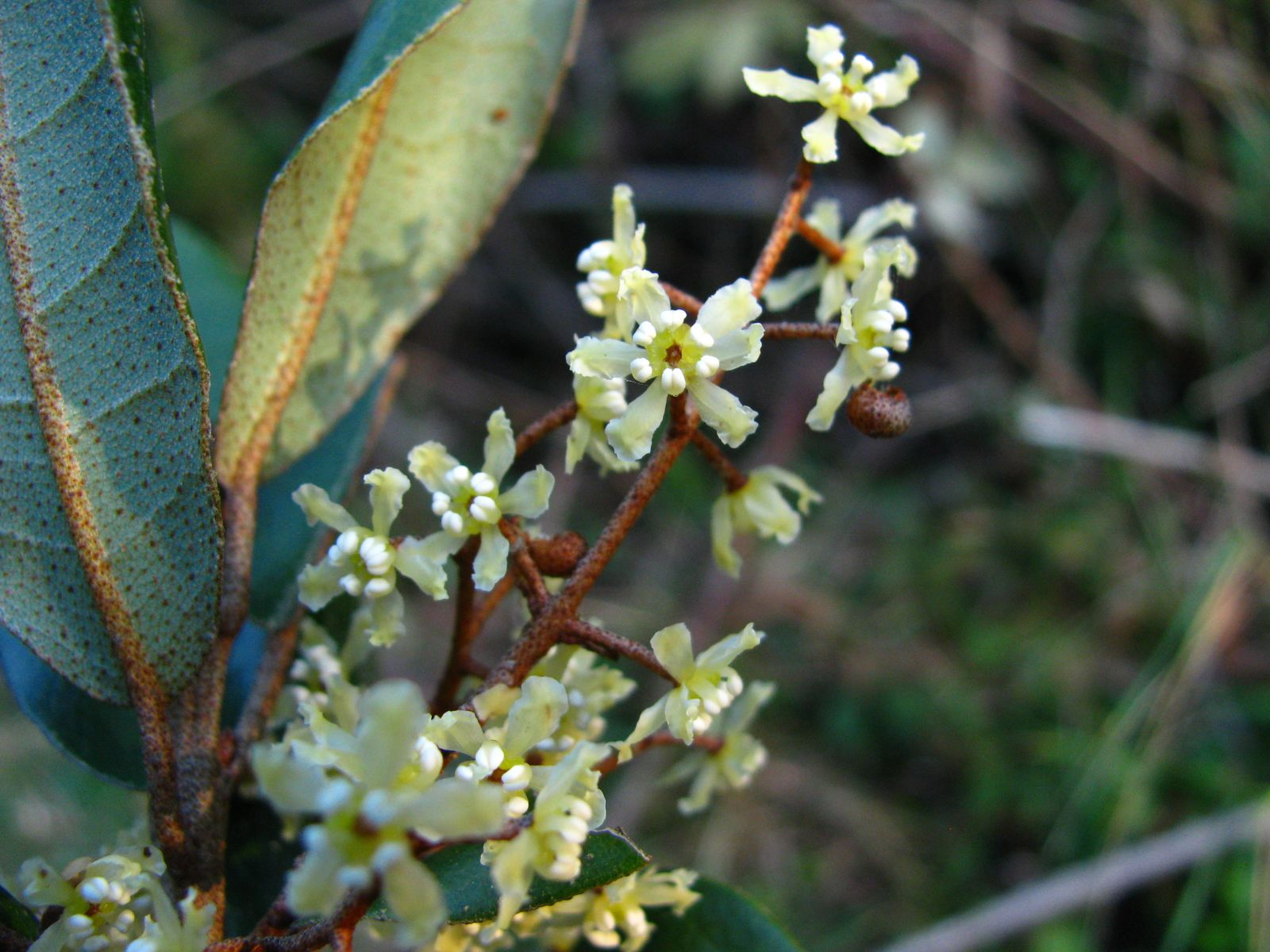
Samčí květy Aextoxicon punctatum

Aextoxicon punctatum je stálezelený mohutný dvoudomý strom se střídavými jednoduchými celokrajnými listy bez palistů. Listy jsou pokryté štítnatými chlupy. Květy jsou jednopohlavné, pravidelné, pětičetné, v převislých hroznech. Kalich i koruna jsou volné, pětičetné. Tyčinek je 5, jsou volné, nesrostlé s okvětím. Semeník je svrchní, srostlý ze 2 plodolistů, se 2 komůrkami a krátkou čnělkou se 2 bliznovými rameny. V každém plodolistu jsou 2 vajíčka. Plodem je jednosemenná peckovice.
Druh se vyskytuje pouze ve středním Chile ve vlhkých horských lesích při pobřeží v nadmořských výškách 500 až 2000 metrů.

## Zajímavosti
Zralé plody připomínají olivy, proto získal tento strom v Chile jméno 'olivillo', tedy olivka.

## Taxonomie
V současné taxonomii je monotypická čeleď Aextoxicaceae řazena společně s další drobnou čeledí Berberidopsidaceae do řádu Berberidopsidales. V minulosti byla tato čeleď řazena do řádu Celastrales (Cronquist) nebo Euphorbiales (Dahlgren, Tachtadžjan).